# Patrick Bamford
Patrick James Bamford (Grantham, Anglia, 1993. szeptember 5. –) angol labdarúgó, csatár, a Premier Leagueben érdekelt Leeds United játékosa.

## Pályafutása

### Nottingham Forest
Bamford a Nottingham Forest ifiakadémiáján kezdett el futballozni. 2011. szeptember 21-én került be először a felnőtt csapat keretébe, egy Newcastle United elleni Ligakupa-meccsen, de nem kapott játéklehetőséget. December 31-én mutatkozhatott be, a Cardiff City ellen, csereként váltva Matt Derbyshire-t. Két nap múlva, az Ipswich Town ellen ismét lehetőséget kapott, ugyancsak csereként. 2012. január 19-én ismét felhívta magára a figyelmet, amikor öt gólt szerzett és három gólpasszt adott a Wigan Athletic ellen, az FA Youth Cupban. A következő héten, a Southampton ellen négyszer volt eredményes.

### Chelsea
2012. január 31-én a Chelsea 1,5 millió fontért leigazolta Bamfordot,  ötéves  szerződést kötve vele. Az első csapatnál nem kapott lehetőséget, így 2012. november 22-én kölcsönvette a Milton Keynes Dons, január 7-ig. Három nappal később, a Colchester United ellen debütált, három gólpasszt adva. Jó teljesítménye miatt a csapat 2013. május 20-ig meghosszabbította kölcsönszerződését. Profi pályafutása első gólját március 19-én, a Crewe Alexandra ellen szerezte. Július 1-jén a Chelsea 2014. január 5-ig meghosszabbította Bamford maradását az MK Donsnál. Ez alatt az idő alatt 23 bajnokin 14 gólt szerzett. Január 4-én lejátszotta utolsó meccsét a csapatban, majd visszatért a Chelsea-hez, hogy egy erősebb csapatnak kölcsönadhassák.
2014 január elején a Derby County kölcsönvette a szezon végéig. Január 10-én, egy Leicester City elleni 4-1-re elvesztett meccsen mutatkozott be. A következő meccsen, a Brighton & Hove Albion ellen első gólját is megszerezte. Összesen 21 bajnoki mérkőzésen szerepelt a csapatban, nyolc gólt szerezve. 2014. augusztus 29-én a Middlesbrough január 1-ig kölcsönvette Bamfordot. Egy nappal később, a Reading ellen mutatkozott be. Szeptember 20-án, a Brentford 4-0-s legyőzése során szerezte első gólját.
Jó teljesítménye miatt december 31-én a Middlesbrough a szezon végéig meghosszabbította kölcsönszerződését. 2015. január 24-én az FA Kupában gólt szerzett a bajnok Manchester City ellen, hozzájárulva csapata 2-0-s győzelméhez. A szezont összesen 19 góllal zárta, melyből 17-et a bajnokságban szerzett, ezzel házi gólkirályi címet szerezve.
2015. július 21-én új, hároméves szerződést írt alá a Chelsea-vel, mielőtt ugyanazon a napon a Crystal Palace a teljes szezonra kölcsönvette volna. A felkészülési meccseken jól teljesített, a Bromley ellen mesterhármast szerzett. Az idény első meccsén, a Norwich City ellen viszont végig a cserepadon ült. Nyolc nappal később, az Arsenal ellen mutatkozott be, de csak az utolsó tíz percre állhatott be. December 28-án felmondta kölcsönszerződését és visszatért a Chelsea-hez, miután a Swansea City ellen csak a kispadon ült.
2016. január 30-án a Norwich Cityhez igazolt kölcsönben, hogy ott töltse a szezon hátralévő részét. Február 6-án, az Aston Villa ellen mutatkozott be, az 56. percben beállva. Március 12-én, a Manchester City ellen léphetett pályára először kezdőként.

### Middlesbrough
2017. január 18-án 4,5 éves szerződést írt alá a Middlesbrough együtteséhez.

## Válogatott pályafutása
Bamford először az ír U18-as válogatottban lépett pályára, mivel egyik nagyapja Írországban született. 2012. február 28-án, Csehország ellen debütált az angol U19-es válogatottban, ahol rögtön gólt is szerzett. 2013. november 19-én bemutatkozhatott az U21-es angol válogatottban is, San Marino ellen. Bekerült a 2015-ös U21-es Eb-re készülő válogatott előzetes keretébe is, de a tornán nem vehetett részt egy sérülés miatt.

## Külső hivatkozások
- Patrick Bamford pályafutásának statisztikái a Soccerbase oldalon (angolul)